# Romanian Open 2003
Il Romanian Open 2003, conosciuto anche con il nome di BCR Open Romania 2003 per ragioni di sponsorizzazione, è stato un torneo di tennis giocato sulla terra rossa. È stata l'11ª edizione del torneo, facente parte della categoria International Series nell'ambito dell'ATP Tour 2003. Si è giocato all'Arenele BNR di Bucarest in Romania, dall'8 settembre al 14 settembre 2003.

## Campioni

### Singolare
David Sánchez ha battuto in finale  Nicolás Massú con il punteggio di 6–2, 6–2

### Doppio
Karsten Braasch /  Sargis Sargsian hanno battuto in finale  Simon Aspelin /  Jeff Coetzee con il punteggio di 7–6(7), 6–2